# Svetlana Svetličnaja
Svetlana Afanas'evna Svetličnaja, in russo Светлана Афанасьевна Светличная? (Gyumri, 15 maggio 1940 – Mosca, 16 novembre 2024), è stata un'attrice sovietica, dal 1991 russa.

## Filmografia parziale
- Tridcat' tri (Тридцать три), regia di Georgij Nikolaevič Danelija (1965)
- Strjapucha (Стряпуха), regia di Ėdmond Gareginovič Keosajan (1965)
- Crociera di lusso per un matto (Brilliantovaja ruka), regia di Leonid Gajdaj (1968)